# Walden (jezero)
Jezero Walden (anglicky Walden Pond) se nachází u amerického města Concord ve státě Massachusetts. Dosahuje rozlohy 25 ha a jeho maximální hloubka mírně přesahuje 30 m. Jeho tvar byl vymodelován ustupujícími ledovci před 10 až 12 tisíci lety.
Jezero je chráněno jako součást Státní rezervace Waldenského jezera (Walden Pond State Reservation) o rozloze 136 hektarů (335 akrů).
Jezero Walden proslavil svým dílem americký spisovatel a filozof-transcendentalista Henry David Thoreau. Na jeho severním břehu žil dva roky, počínaje létem roku 1845. Svou zkušenost ze života v těsném sepětí s přírodou vepsal do knihy Walden aneb Život v lesích.
Pozemek, na kterém si zde vystavěl jednoduchou chatu, vlastnil jeho přítel, filozof Ralph Waldo Emerson, který jej Thoreauovi k realizaci jeho plánu zapůjčil. Postel, židle a stůl z Thoreauovy chaty se nacházejí ve sbírce muzea v Concordu.

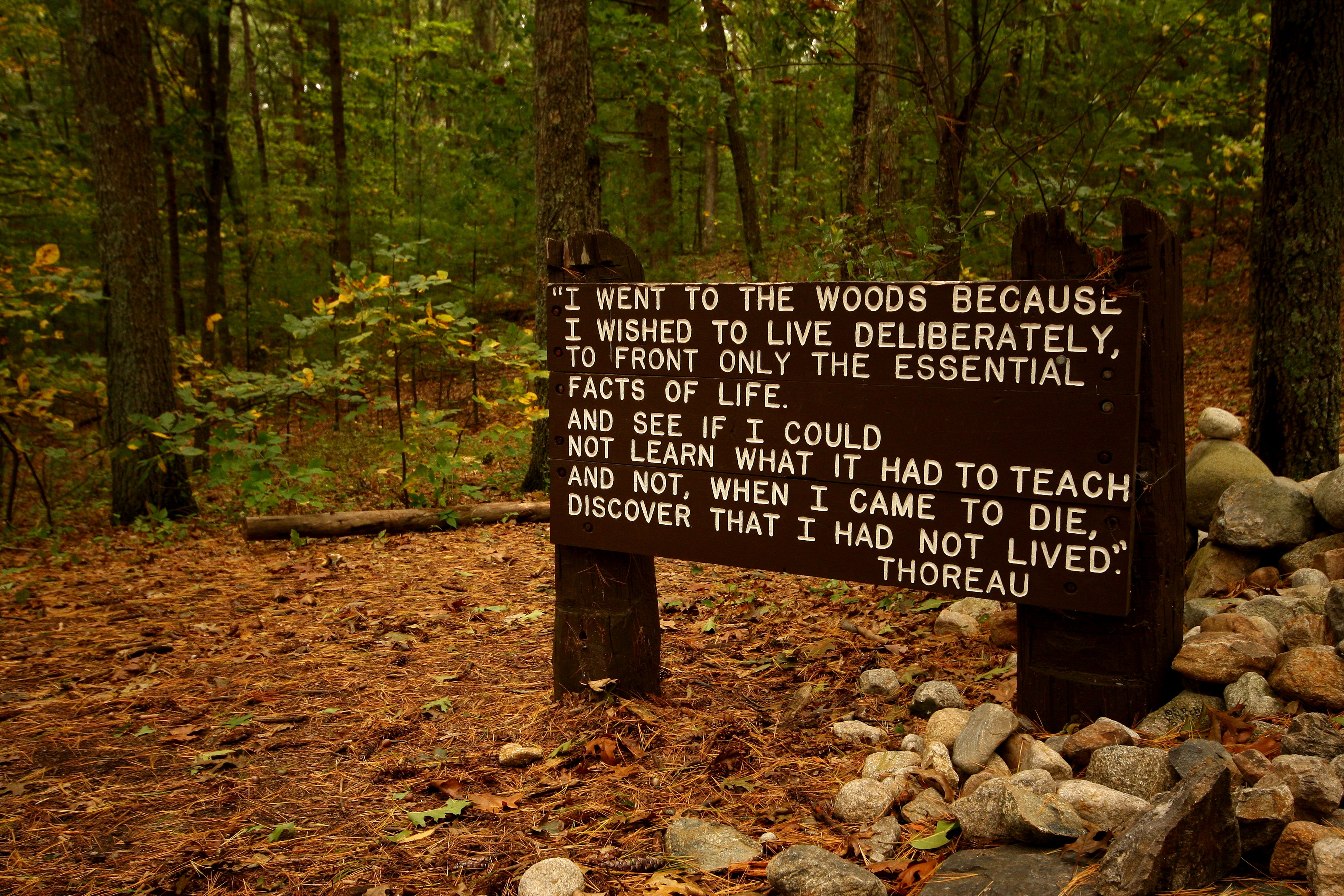

## Citát
Poblíž místa, kde Thoreau žil, je ve dřevěné desce vryta citace z jeho knihy:
| „         | Odešel jsem do lesů, protože jsem chtěl žít uvědoměle, postavit se čelem k základním skutečnostem života, a vyzkoumat, zda bych se mohl naučit to, čemu mě život má učit, a ne abych teprve až budu umírat, seznal, že jsem vůbec nežil. | “ |
| — Thoreau | |   |

## Fotogalerie

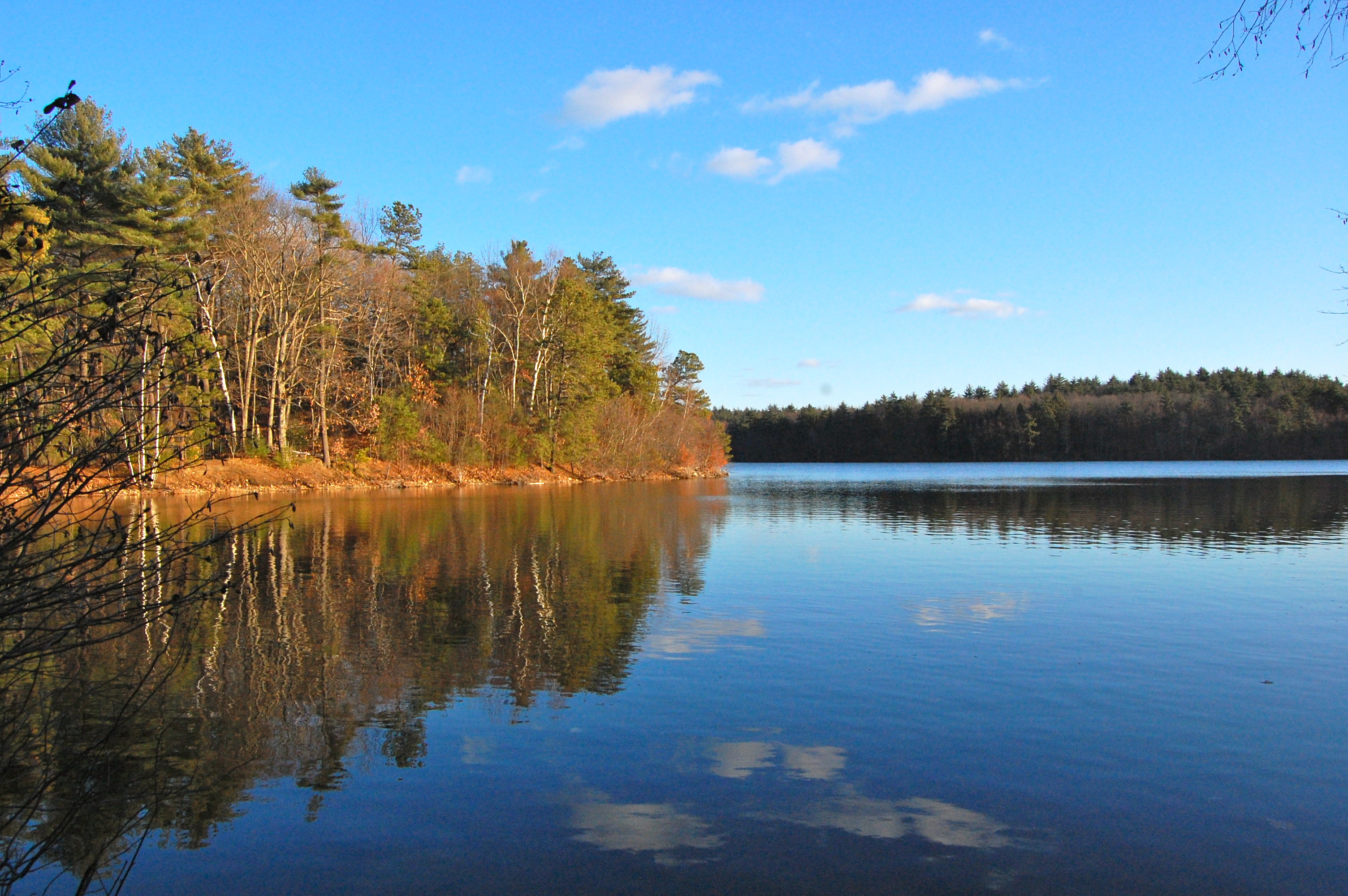
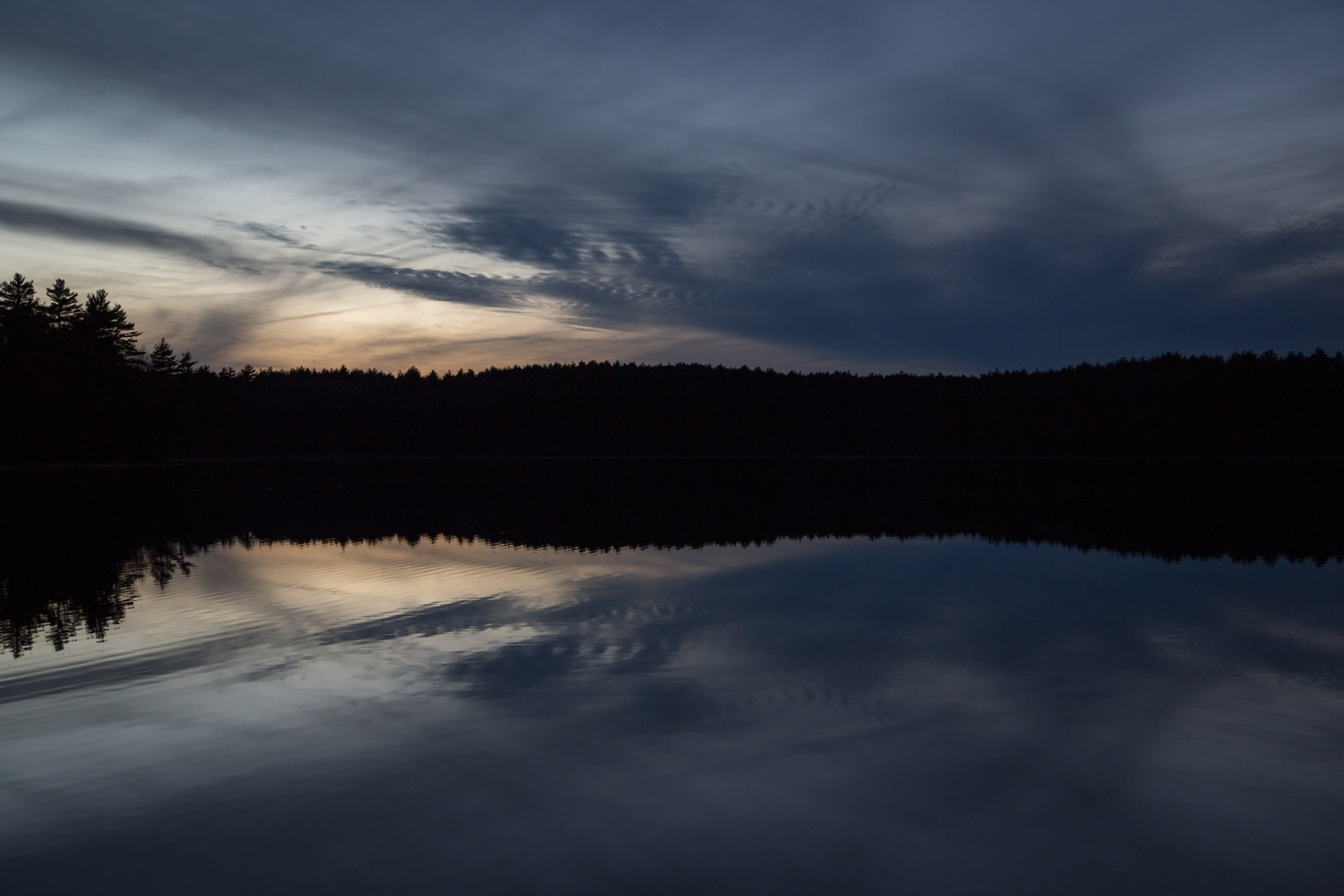
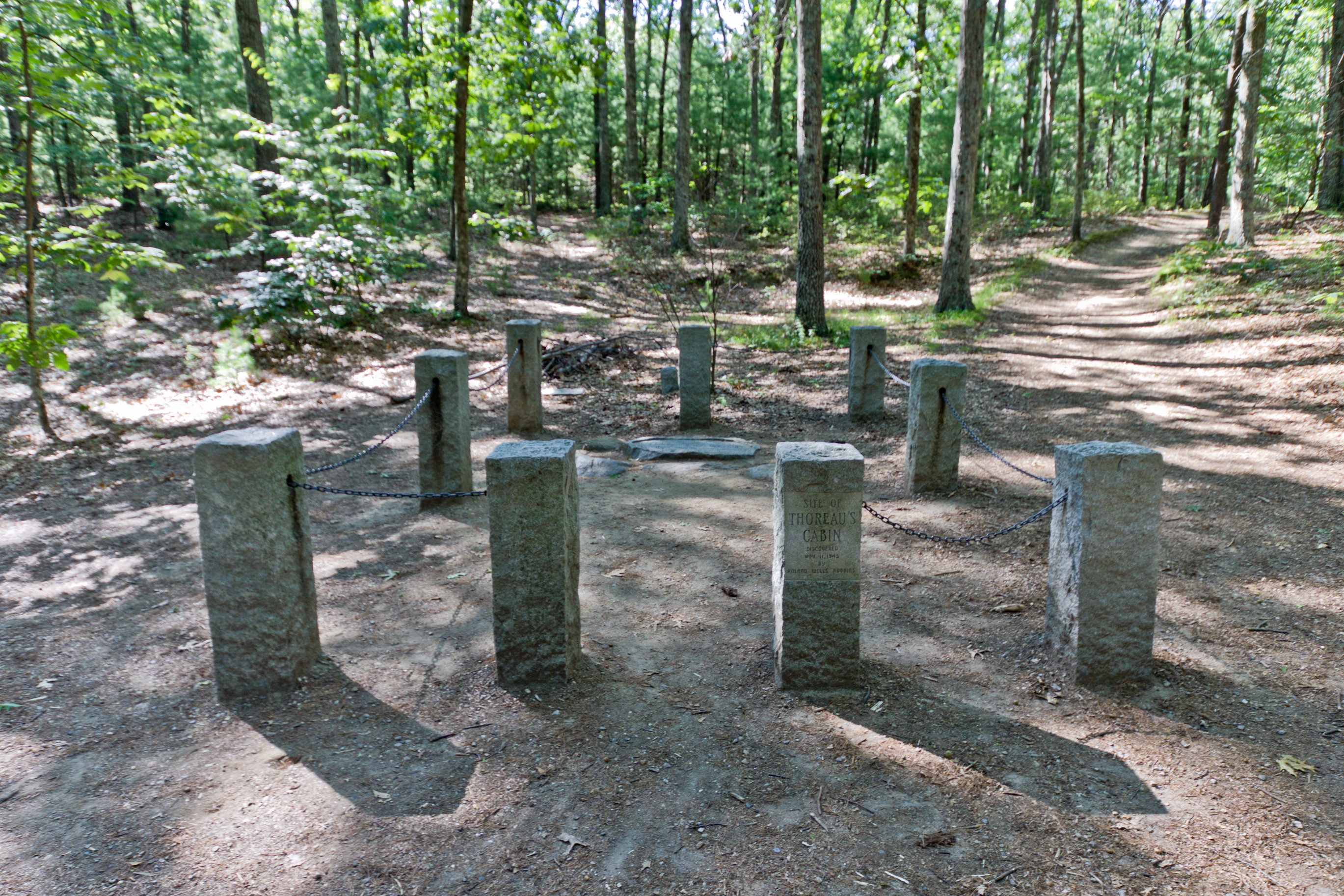
Místo, kde stávala chata
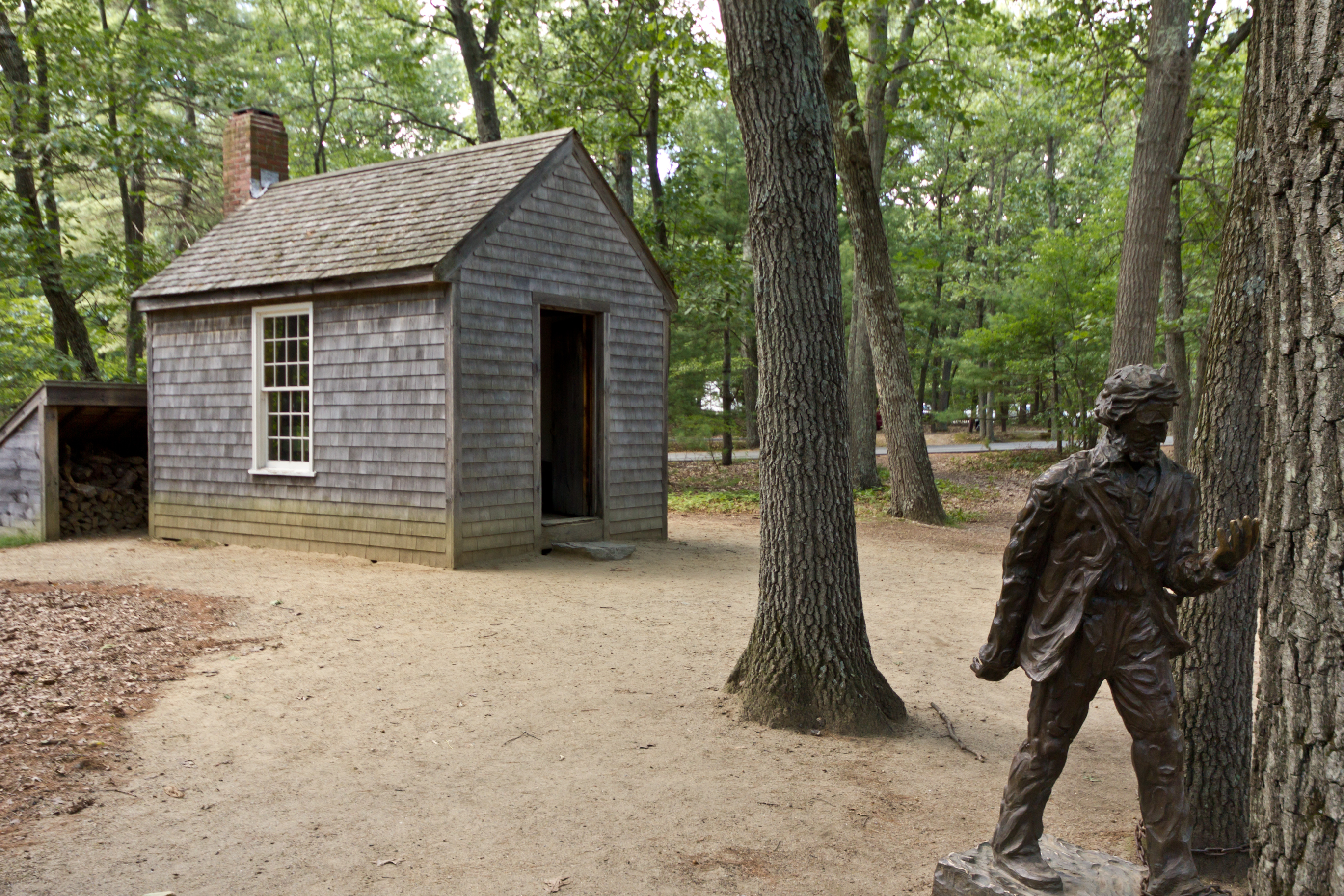
Replika chaty u Waldenu
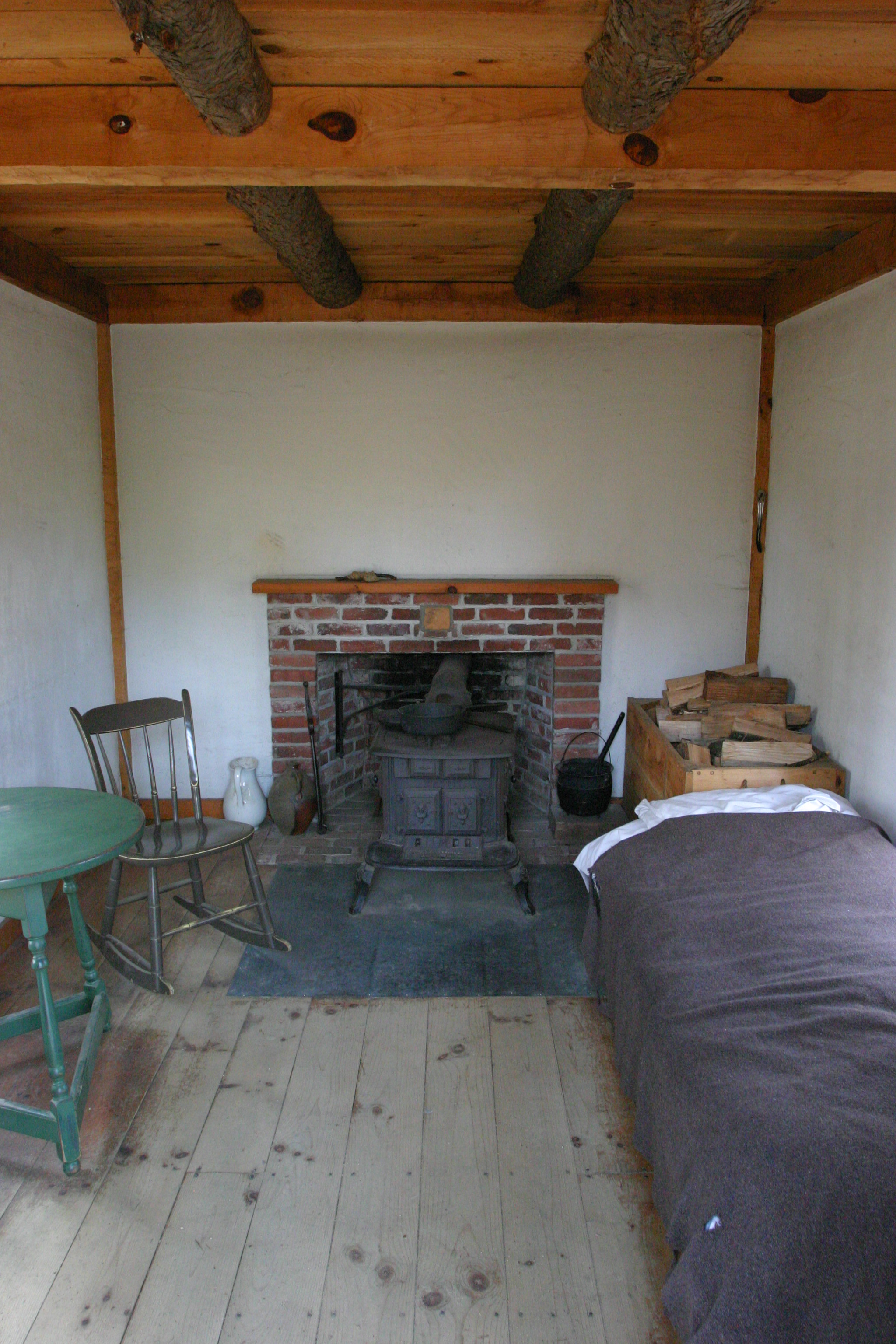
Replika interiéru

V tomto článku byl použit překlad textu z článku Walden Pond na anglické Wikipedii.